# About Last Night...
About Last Night... è il secondo album in studio della cantante britannica Mabel, pubblicato il 15 luglio 2022 su etichetta discografica Polydor Records.

## Antefatti
L'artista ha rivelato di essere al lavoro su musica inedita già nel giugno 2021, occasione in cui ha condiviso con il pubblico foto in cui incideva alcune canzoni, si esibiva e filmava i video musicali di Let Them Know e Good Luck.

## Descrizione
Nel maggio 2022 è stato diffuso un comunicato stampa attraverso il quale è stata annunciata la pubblicazione dell'album. In tale comunicato, l'album viene descritto nel seguente modo:

## Accoglienza
| Recensione           | Giudizio |
| -------------------- | -------- |
| Clash                | 6/10     |
| DIY                  |          |
| NME                  |          |
| The Daily Telegraph  |          |
| The Guardian         |          |
| The Line of Best Fit | 4/10     |

About Last Night... ha ottenuto recensioni prevalentemente positive da parte della critica specializzata. Su Metacritic, sito che assegna un punteggio normalizzato su 100 in base a critiche selezionate, l'album ha ottenuto un punteggio medio di 72 basato su cinque recensioni.

## Tracce
1. About Last Night (Intro) – 0:34
2. Animal – 3:01
3. Let Them Know – 2:28
4. Shy – 3:17
5. Definition – 3:12
6. Good Luck (feat. Jax Jones e Galantis) – 3:55
7. Take Your Name (Interlude) – 1:17
8. Let Love Go (feat. Lil Tecca) – 2:53
9. Overthinking (feat. 24kGoldn) – 2:54
10. Crying on the Dance Floor – 3:23
11. I Love Your Girl – 3:09
12. When the Party's Over – 2:55
13. LOL – 3:32

Tracce bonus nell'edizione digitale e streaming
1. I Wish (con Joel Corry) – 3:01
2. Deal or No Deal (con A1 x J1) – 3:01

Tracce bonus nell'edizione di Apple Music
1. Let Love Go (Acoustic) – 2:59
2. Toxic (Acoustic cover) – 3:06
3. Overthinking (Slow and Reverb) (feat. 24kGoldn) – 3:38
4. Crying on the Dance Floor (Calm String Version) – 3:39

## Classifiche
| Classifica (2022) | Posizione massima |
| ----------------- | ----------------- |
| Germania          | 100               |
| Irlanda           | 39                |
| Regno Unito       | 2                 |
| Svizzera          | 91                |